# Balatonszabadi
Balatonszabadi är en ort i Ungern.   Den ligger i provinsen Somogy, i den västra delen av landet, 100 km sydväst om huvudstaden Budapest. Balatonszabadi ligger 108 meter över havet och antalet invånare är 2 838.
Terrängen runt Balatonszabadi är platt. Runt Balatonszabadi är det ganska tätbefolkat, med 67 invånare per kvadratkilometer. Närmaste större samhälle är Siófok, 6,1 km väster om Balatonszabadi. Trakten runt Balatonszabadi består till största delen av jordbruksmark.